# ليبيا تي في
تلفزيون ليبيا هو قناة تلفزيونية ليبية خاصة ملك للإعلامي سليمان دوغة و تبث من استوديوهاتها في مدينة الإنتاج الإعلامي بالعاصمة المصرية القاهرة و هي شقيقة لإذاعة ليبيا إف إم.

## بداية بث القناة
بدأت القناة بثها في منتصف شهر يونيو أو يوليو 2011م حيث بدأت بالبرنامج اليومي لمة خوت الذي كان يبث قبل ذلك على قناة ليبيا إف أم الإذاعية عبر النايل سات ثم تطورت القناة و أصبح لها عدة برامج و تمتلك كادر فني و تقني و إعلامي مميز.

## برامج القناة
لمة خوت - فرحة النصر - شباب ليبيا - حرية ع الهواء - مع دوغة و برامج أخرى.

## إعلاميو القناة
مجدي الشاعري - عماد الحاسي - حسام الدين التايب استقال - ملاك - سليمان دوغة.

## ترددات القناة
نايل سات 7 درجات غربا.
```
التردد : 11394 عمودي V
```

27500
4\3